# Gorove István

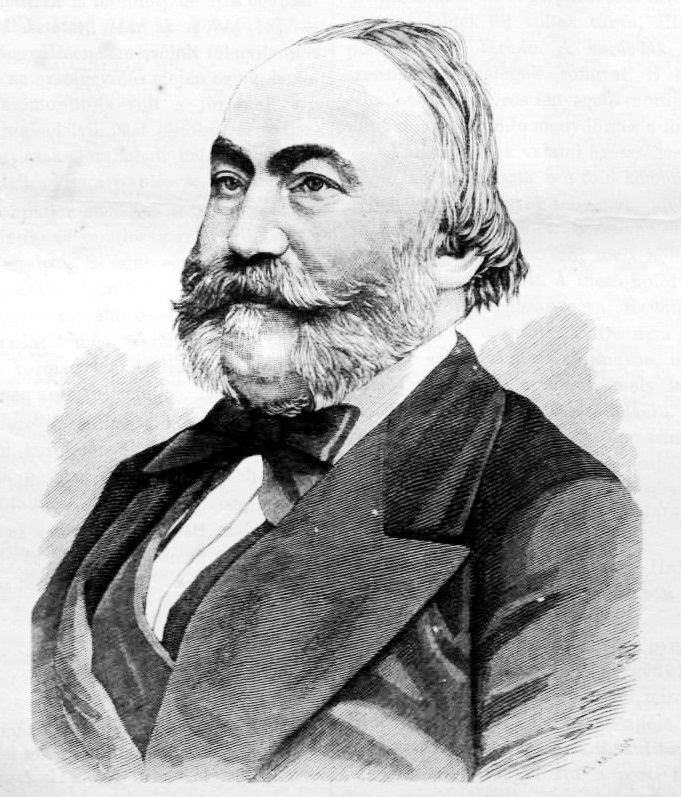
Gorove István (Pollák Zsigmond metszete)

Gáttájai Gorove István (Pest, 1818. augusztus 20. – Budapest, 1881. május 31.) politikus, miniszter, közgazdász, valóságos belső titkos tanácsos, a Magyar Tudományos Akadémia tagja. Gorove László író fia.

## Családja, iskolái
Az erdélyi örmény nemesi Gorove (eredeti név: Ákoncz) család leszármazottja.  
Gorove Lászlónak, a Magyar Tudományos Akadémia levelező tagjának a fia.  A család nemesi címet kap 1760-ban, majd rangemelés 1886-ban. Alsó iskoláit Szolnokon és Gyöngyösön, az V. és VI. gimnáziumi osztályt (1831–33) a pesti piaristáknál, bölcseleti és jogi tanulmányait az egyetemen végezte. Az ifjúság körében tehetségével, szólásban való jártasságával és már akkor tekintélyes modorával nagy hatást gyakorolt.

## Életpályája
Mikor a politikai köröket az ismeretes szólásszabadsági ügy tartotta izgalomban, ő lelkesen kiállt a szólásszabadság mellett, összeütközésbe keveredett egyik tanárával és elhagyta az egyetemet. Az 1839–40. évet a pozsonyi országgyűlésen töltötte, ahol az országgyűlési ifjúság vezéregyéniségei közé tartozott. Már ekkor foglalkozott az irodalommal és Magyarországon először ő mondta ki a nagyobb közlekedési eszközöknek az állam részéről nyújtandó jövedelembiztosítása (garancia) nagy jelentőségű eszméjét. Első nagyobb útját barátja, Tóth Lőrinc társaságában 1842-43-ban tette Európa nyugati országaiban és alaposan tanulmányozta a művelt külföld politikai és államgazdasági viszonyait. Útja során számos érdekes ismeretséget kötött, többek közt John Bowringgal, aki hazánk és irodalmunk iránt rokonszenvét késő öregségeig megtartotta; O'Connel ír agitátorral, Friedrich List híres államgazdával, Mittermayerral, a nagy jogtudóssal, François Aragoval, Adolphe Thiersszel, Victor Hugoval, az akkori Franciaország három legkitűnőbb személyiségével a tudomány, a politika és a költészet terén.
A Magyar Tudományos Akadémia 1843. október 7-én levelező tagjává választotta, 1860. január 30-án pedig tiszteleti tagjai sorába emelte föl.
Politikai szereplését Heves megyében kezdte meg, ahol szintén kitűnt szónoklataival, de nem sokkal később átköltözött Temes megyébe. Itt amellett, hogy felügyelte és igazgatta 1839-ben elhunyt apja után örökölt birtokát, nagy szorgalommal tanult nemzetgazdasági tudományokat is, aminek eredményét nemcsak megyei szónoklatokban tüntette fel, hanem hírlapi cikkekben is bemutatta. A közelismerés Temes vármegyében már 1843-44-ben az országgyűlésre követnek jelölte. Ekkor azonban Temes megyében a konzervatív párt győzött, így Gorove nem jutott be az országgyűlésre.
Csatlakozott a liberális ellenzékhez és 1846-ban az országos Védegylet igazgatójává választotta az éppen lemondott Kossuth Lajos helyére. Gorove ekkor Pestre költözött. Az 1848-as pesti országgyűlésre Temes megye egyik kerületéből küldték képviselőnek. Tartalmas és korrekt nyilatkozatai által kitűnő helyet foglalt el a házban, ahol ismeretes jeles tolláért jegyzőnek is választották. Az augusztus 3-ai ülésben ő tette a nevezetes indítványt a Frankfurtban egyesült Németországgal minél szorosabb kapcsolatba lépés iránt.
1849-ben részt vett a függetlenségi nyilatkozat megszövegezésében.
A miniszteri párthoz tartozott, és bár Batthyány Lajos bukása után Kossuth politikáját nem helyeselte, mint hű hazafi megjelent Debrecenben, és Szegedre is követte a kormányt. A világosi fegyverletétel után Törökországba, majd Párizsba menekült. 1852-ben távollétében halálra ítélték, és – in effigie, azaz jelképesen – felakasztották. Csak nyolc évi külföldi tartózkodás után, 1857-ben tért ismét vissza hazájába engedéllyel. Akkor a közélet teljes pangásában nem tehetett jobbat, mint magányba vonulni és a gazdasága elhanyagolt ügyeit rendezni.
Az 1860. év ismét kiszólította magányából. Ekkor már többnyire Pesten élt, az 1861. évi országgyűlésre Pest Terézvárosa küldte képviselőül. Deák felirati javaslata mellett tartott beszéde (május 23.) általános figyelmet keltett. Az 1865. december 10-re összehívott országgyűlésen ismét mint Pest-Terézváros képviselője jelent meg és a Deák-párt törzskarának egyik tekintélyes tagja volt. Mint szónok nem szerepelt ugyan, de tevékeny részt vett az eszméket előkészítő értekezletekben és a nevezetesebb bizottságokban, különösen a közösügyiben. 

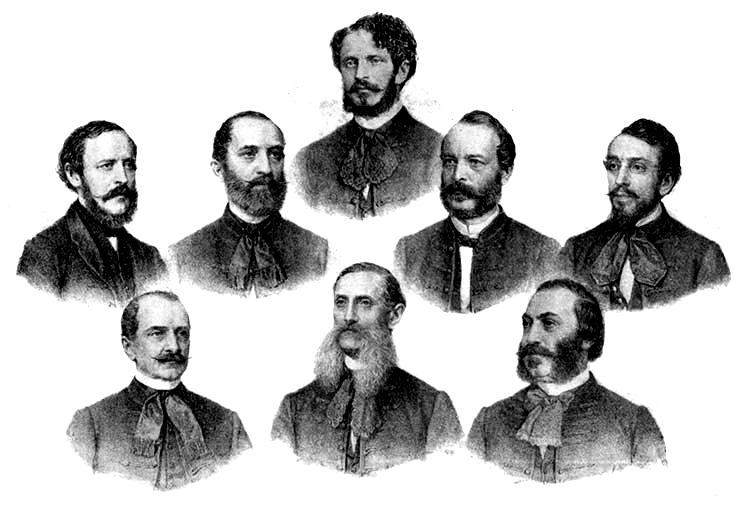
Gorove (a jobb alsó sarokban) az Andrássy-kormányról készült portrén

Az Andrássy-kormányban 1867-es alakulásától 1870 májusáig a földművelés-, ipar- és kereskedelemügyi miniszteri tárcát vitte, majd közmunka- és közlekedésügyi miniszter lett, ezt a pozícióját a kormány 1871-es lemondásáig töltötte be.
Az Ausztriával való viszonyokban mindig az önállóság szószólója volt, és szakmájában erélyesen előmozdította az ügykezelés magyarosítását. A későbbi országgyűléseken Temes megye orczyfalvi kerületének képviselője volt. Miután kilépett a minisztériumból, a Deák-párt körének elnöke lett. Buzgó előmozdítója volt a Deák-párt és Balközép Párt fúziójának és a kettőből 1875. március 1-jén megalakult Szabadelvű Párt Tisza Kálmán miniszterelnökké történt kinevezésével ismét őt választotta elnökéül, mely tisztséget haláláig töltötte be. Utóda az elnöki székben Vizsolyi Gusztáv, Tolna megyei képviselő lett.
A magyar gazdasági egyesületnél, melynek alapító tagja volt, 1843-tól részt vett a közgazdasági vitákban; az 1848. évi tisztújításkor és az 1864. február 3-án újraszerveződő közgyűlésen választmányi taggá választották; az ő elnöklete alatt tartották meg Pesten 1868-ban az első országos gazdakongresszust.
Az iparnak szintén lelkes pártolója volt, így nemcsak 1848 előtt volt buzgó tagja az akkor fennálló iparegyesületnek és működött az azzal kapcsolatban levő iparos mozgalmakban, hanem a hatvanas évek elején is egyike volt azoknak, akik Eötvös József báró elnöksége alatt a később fennálló országos magyar iparegyesület létesítésén közreműködtek.
A Magyar Tudományos Akadémiánál az apja által létesített Gorove-alapítvány tőkéjét kiegészítette, hogy abból évenként száz aranyból álló pályadíjat lehessen kifizetni.

## Főbb írásai
- Nemzetiség (Pest, 1842)
- Nyugot. Utazás külföldön. I. – II. (Pest, 1844) Első kötet Második kötet
- Javaslat a magyar új vámtarifa tárgyában. (Pest, 1847).